# Museo di storia del popolo

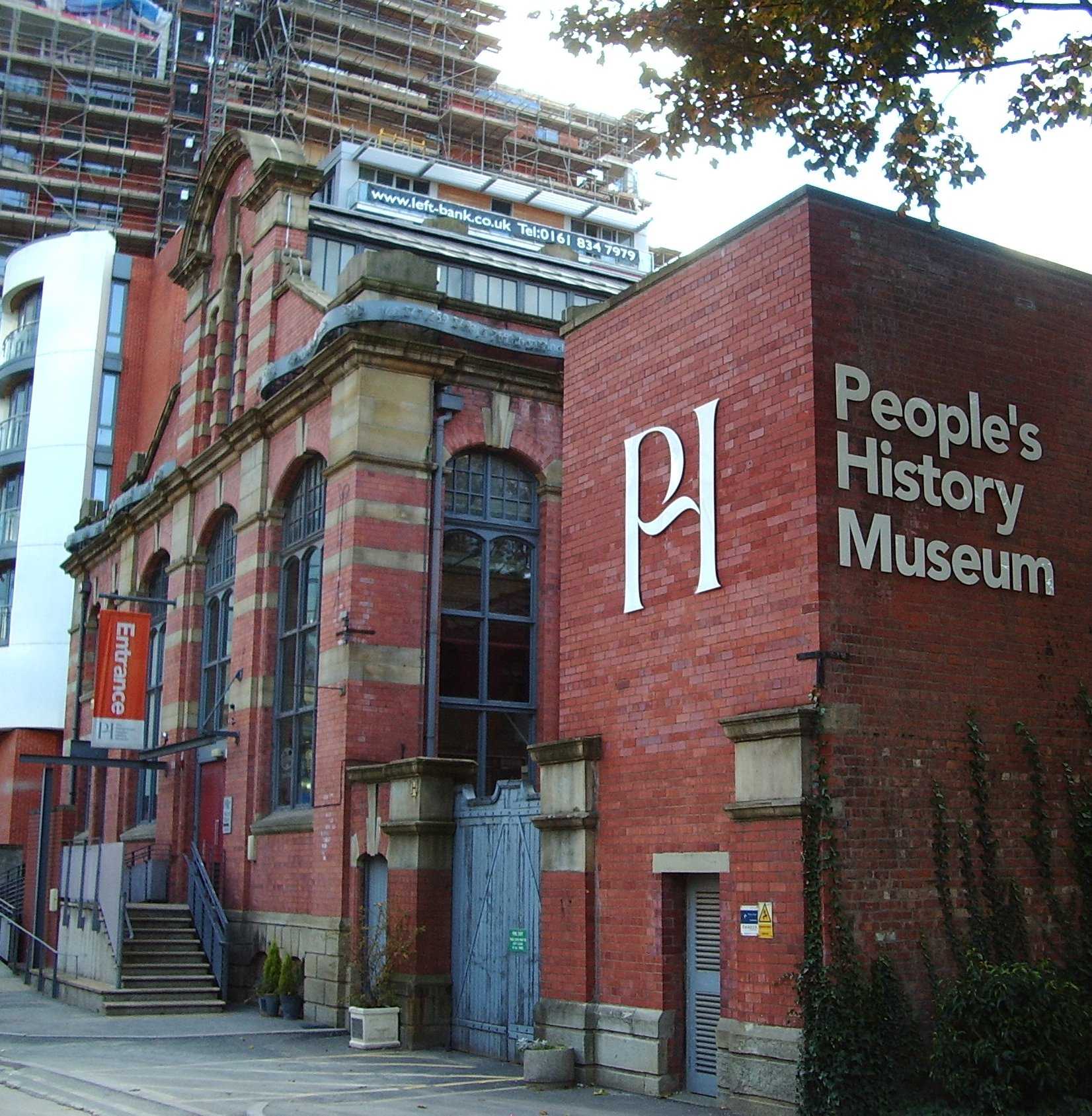
Museo di Storia del Popolo, fotografia del 9 ottobre 2004

Il Museo di Storia del Popolo (Nome originale: People's History Museum, National Museum of Labour History fino al 2001) di Manchester, Inghilterra, è il centro nazionale del Regno Unito per la raccolta, la conservazione, l'interpretazione e lo studio di materiale relativo alla storia dei lavoratori nel Regno Unito. Si trova in un'ex stazione di pompaggio idraulica classificata di II grado all'angolo tra Bridge Street e Water Street, progettata dall'architetto della Manchester Corporation City, Henry Price.

## Storia

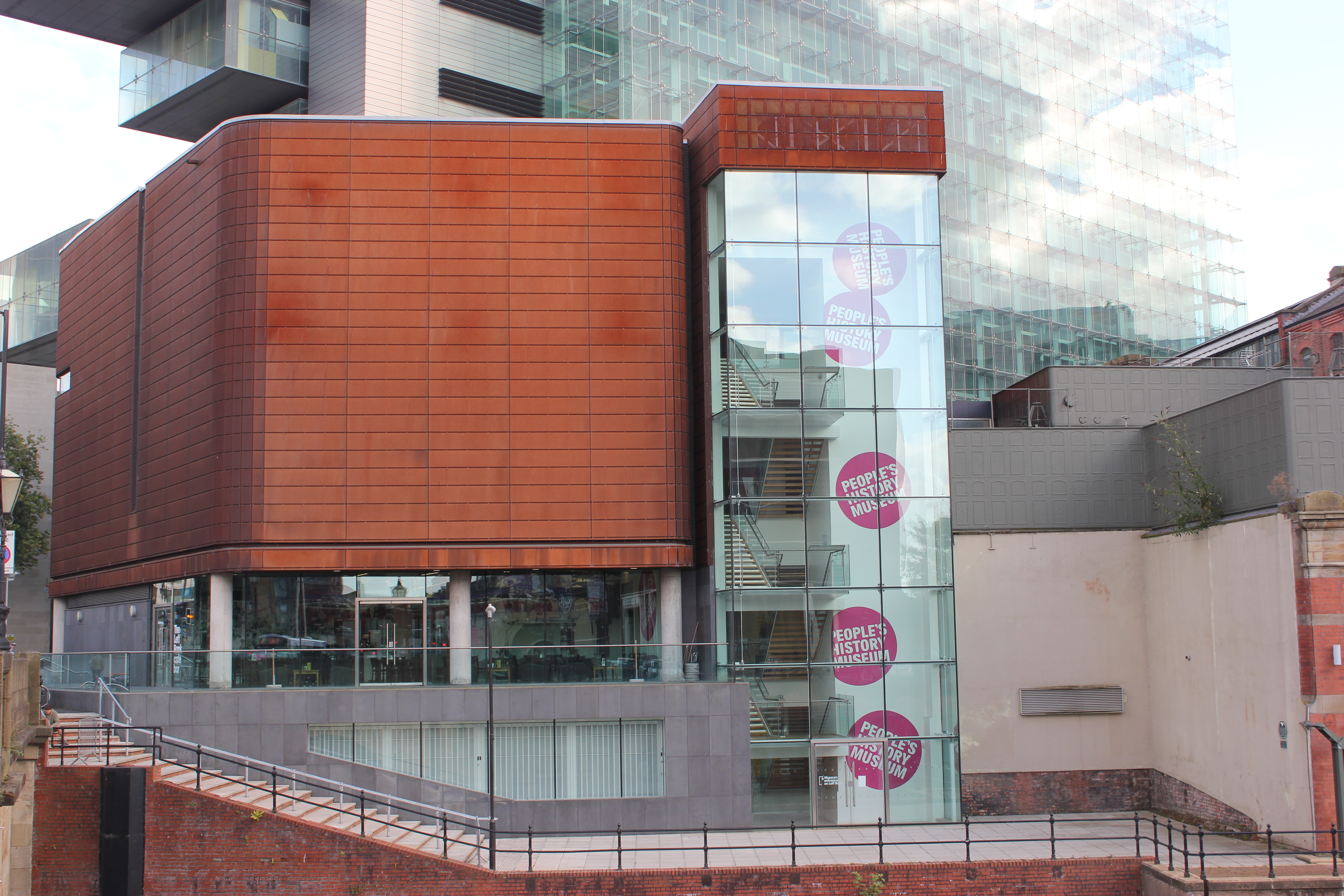
The People's History Museum, as viewed from across the River Irwell in Salford

Il museo racconta la storia della Gran Bretagna e la vita delle persone a casa, al lavoro e nel tempo libero negli ultimi 200 anni. La collezione contiene materiale stampato, oggetti fisici e fotografie di persone al lavoro, al riposo e al gioco. Alcuni degli argomenti trattati includono il radicalismo popolare, il Massacro di Peterloo, il sindacalismo del XIX secolo, il movimento per il suffragio femminile, i portuali, il movimento cooperativo, le elezioni generali del 1945 e il calcio. Comprende anche materiale relativo alle società disponibili, il movimento per il benessere e ai progressi nella vita dei lavoratori.
La Trade Union, Labor and Co-operative History Society ha gestito una collezione presso il Municipio di Limehouse tra il 1975 e il 1986. Il museo si è trasferito a Manchester e ha riaperto nel 1990 presso l'ex Mechanics' Institute classificata di II grado al 103 di Princess Street.
Nel 1994 il museo aprì il Pump House People's History Museum contenente una galleria pubblica nell'attuale sito in Bridge Street. I due siti sono stati ribattezzati People's History Museum (PHM) nel 2001. Il sito di Bridge Street è stato chiuso per una riqualificazione di 12,5 milioni di sterline nell'ottobre 2007. La riqualificazione ha incluso la ristrutturazione dell'esistente Pump House e la costruzione di un'estensione di quattro piani accanto ad esso. Per collegare i due edifici è stata realizzata una passerella in vetro. Il museo ha riaperto il 13 febbraio 2010.

## La collezione
Il Museo di Storia del Popolo ospita una delle più grandi collezioni di materiale politico della Gran Bretagna, a partire dall'inizio del XIX secolo. Si concentra sulla storia della democrazia con oggetti relativi al diritto di voto che costituiscono gran parte degli oggetti in mostra. La collezione comprende 2.000 poster incentrati su elezioni e campagne politiche, 300 vignette politiche, 7.000 distintivi e gettoni sindacali, oltre a 95.000 fotografie. Con più di 400 striscioni sindacali e politici, il Museo di Storia del Popolo detiene la più grande collezione di striscioni al mondo e i visitatori del museo possono vedere gli striscioni conservati nella Galleria Principale Due nello studio della Conservazione di Tessuti.
Il museo raccoglie attivamente materiale contemporaneo. Ha cercato di trovare e acquisire, tra le altre cose, l'EdStone su cui i laburisti hanno inciso i loro sei principali impegni del manifesto nelle elezioni generali del 2015 e la copia del Libretto rosso di Mao che il cancelliere ombra John McDonnell aveva lasciato alla Camera dei Comuni, nella cassetta dei dispacci di George Osborne. Attraverso progetti come "Play Your Part", il museo rende le collezioni storiche rilevanti per i problemi di oggi.
Il Museo ospita anche l'Archivio Storico del Lavoro e il Centro Studi, un importante archivio di materiale relativo alla storia dei lavoratori in Gran Bretagna. Le sue collezioni comprendono gli archivi del Labour Party, dell'ex Partito Comunista di Gran Bretagna, del movimento cooperativo e del Dipartimento per il lavoro e le pensioni. Contiene anche documenti relativi al Cartismo, alle elezioni generali, alla prima guerra mondiale, al suffragio femminile e allo Sciopero dei minatori britannici del 1984-1985.